# Атлетика на Летњим олимпијским играма 1896 — 800 метара за мушкарце
Такмичење у дисциплини 800 метара за мушкарце, на Олимпијским играма 1896. одржано је 6. и 9. априла. За такмичење на стадиону Панатинаико се пријавило 9 такмичара из 6 земаља. Првог дана су одржане квалификационе трке. Такмичари су били подељени у две групе: прва са 4 а друга са 5 такмичара. Прва двојица из ових група су се такмичила у финалу 9. априла.

## Земље учеснице
- Аустралија (1)
- Француска (2)
- Немачко царство (1)
- Уједињено Краљевство (1)
- Грчка {3}
- Мађарска (1)

## Рекорди пре почетка такмичења
| Најбољи резултат на свету | 1:53,4 (880 јарди)             | Чарлс Килпатрик                | САД                            |                                | 1895.                          |
| Олимпијски рекорд         | први пут на олимпијским играма | први пут на олимпијским играма | први пут на олимпијским играма | први пут на олимпијским играма | први пут на олимпијским играма |

## Освајачи медаља
| Едвин Теди Флек Аустралија | Нандор Дани Мађарска | Димитриос Големис Грчка |

## Нови рекорди после завршетка такмичења
| Олимпијски рекорд | 2:10,00 | Едвин Теди Флек | Аустралија | Атина, Грчка | 6. април 1896. |

## Квалификације
6. април

### Група 1.
| Пласман | Такмичар        | Држава               | Резултат   |
| ------- | --------------- | -------------------- | ---------- |
| 1.      | Едвин Теди Флек | Аустралија           | 2:10,00 ОР |
| 2.      | Нандор Дани     | Мађарска             | 2:10,2     |
| 3.      | Фридрих Траун   | Немачко царство      | непознат   |
| 4.      | Џорџ Маршал     | Уједињено Краљевство | непознат   |

### Група 2.
| Пласман | Такмичар          | Држава    | Резултат |
| ------- | ----------------- | --------- | -------- |
| 1.      | Албен Лермизио    | Француска | 2:16,6   |
| 2.      | Димитриос Големис | Грчка     | 2:16,8   |
| 3.      | Жорж де ла Незјер | Француска | непознат |
| 4.      | Ангелос Фецис     | Грчка     | непознат |
| 5.      | Димитриос Томпроф | Грчка     | непознат |

## Финале
9. април
| Пласман | Такмичар          | Држава     | Резултат       |
| ------- | ----------------- | ---------- | -------------- |
|         | Едвин Теди Флек   | Аустралија | 2:11,0         |
|         | Нандор Дани       | Мађарска   | 2:11,8         |
|         | Димитриос Големис | Грчка      | 2:28,0         |
| -       | Албен Лермизио    | Француска  | није стартовао |

У финалу су учесвовала само три такмичара, јер Лермизио није стартовао.